# Elyfer Torres
Elvia Fernanda Torres Pérez (Ciudad de México, México, 15 de febrero de 1997) más conocida como Elyfer Torres o simplemente Elyfer, es una actriz y cantante mexicana, conocida por su personaje de Beatriz Aurora Rincón en la telenovela de Telemundo y Netflix, Betty en NY.

## Carrera
Su acercamiento al arte comenzó con la danza clásica, siendo certificada por la Royal Academy of Dance de Inglaterra,[cita requerida] más tarde llegó a la actuación en CasAzul artes escénicas, donde pasó 5 años en diferentes métodos actorales y uno más de la carrera de actuación. Graduada en El Centro de Educación Artística de Televisa ,  Ha participado en series como El secreto de Selena, Nicky Jam, el ganador y La piloto, en su segunda temporada. 
En 2017 fue candidata al título de Miss Ciudad de México 2017 junto con Vanessa Ponce de León, que a la postre se convirtió en Miss Mundo 2018.[cita requerida]
En noviembre de 2018, la cadena estadounidense Telemundo la anuncia como protagonista de Betty en NY, adaptación libre de la exitosa telenovela Yo soy Betty, la fea.
Además, fue conductora del programa "Te Cae" de Snapchat  y finalista del concurso Chica E! México en 2016.

## Filmografía
| Año     | Título                                | Rol                                  | Notas | Ref.   |
| ------- | ------------------------------------- | ------------------------------------ | --- | ------ |
| 2015–17 | La rosa de Guadalupe                  | EsmeraldaÚrsulaRositaCeciliaLucero   | Episodio: «Héroes»Episodio: «La llamada»Episodio: «Mi abuelo y él»Episodio: «El amor de una madre»Episodio: «Sonreír por un sueño» |        |
| 2018    | La piloto                             | Claire                               | 22 episodios |        |
| 2018    | El secreto de Selena                  | Gabriela Contreras                   | Episodio: «Atrapada» |        |
| 2018    | Nicky Jam: El ganador                 | Julia                                | 2 episodios |        |
| 2019    | Betty en NY                           | Beatriz Aurora Rincón Lozano "Betty" | Elenco principal | [ 9 ]  |
| 2020    | Enemigo íntimo                        | Alicia García                        | |        |
| 2020    | Decisiones: unos ganan, otros pierden | Juana                                | Episodio: «La mata viejitas» | [ 10 ] |
| 2021–22 | Guerra de vecinos                     | Tere                                 | Elenco principal | [ 11 ] |
| 2021    | Así se baila                          | Ella misma                           | | [ 12 ] |
| 2024    | Mujeres asesinas                      | Rosario                              | Unitario | [ 13 ] |
| 2024    | Tengo que morir todas las noches      | Daniela                              | Recurrente |        |
| 2025    | Yo no soy Mendoza                     | Cindy                                | Elenco principal | [ 14 ] |